# حارة عباس (التواهي)
حارة عباس هي إحدى حارات حي أكتوبر الواقع بمديرية التواهي التابعة لمحافظة عدن، بلغ تعداد سكانها 1265 نسمة حسب تعداد اليمن لعام 2004.